# Cordylomera nyassae
Cordylomera nyassae es una especie de escarabajo longicornio del género Cordylomera, tribu Phoracanthini, subfamilia Cerambycinae. Fue descrita científicamente por Corinta-Ferreira en 1957.

## Descripción
Mide 12-13 milímetros de longitud.

## Distribución
Se distribuye por Malaui, Mozambique, Tanzania y Zimbabue.